# Christian Schwarzkopf
Christian Schwarzkopf oder Christian Schwartzkopf (geboren 1685 in Clausthal im Oberharz; gestorben 9. Juli 1760 ebenda) war ein deutscher Zimmermann und Bergbauingenieur.

## Leben
Nach seiner Ausbildung zum Zimmergesellen ging Christian Schwarzkopf 1707 gemeinsam mit dem seinerzeitigen Vize-Markscheider Berend Ripking vom Harz aus zur Fortbildung nach Schweden, um dort bei dem schwedischen Mechaniker Christopher Polhem eine praktische Fortbildung im Maschinenwesen zu durchlaufen.
Bei seiner Rückkehr brachte Schwarzkopf ähnlich wie Ripking Neuerungen für den Harzer Bergbau mit; beide Bergleute blieben anschließend über mehr als zwei Jahrzehnte mit Polhem in brieflichen Kontakt.
Als Kurfürstlich Braunschweig-Lüneburgischer „Bergbau-Kunstmeister“ beziehungsweise Oberkunststeiger wurde Schwarzkopf ähnlich wie der Hofbaumeister Johann Friedrich Junge zudem als technischer Ratgeber beim Bau der Wasserkunst für die barocken Anlagen der Herrenhäuser Gärten bei Hannover hinzugezogen.
1734 erfand er den sogenannten „Harzer Wettersatz.“

## Schriften
- Christian Schwarzkopf, Henning Calvör (Hrsg.): Anhang ..., in dies.: Acta historico-chronologico-mechanica circa metallurgiam in Hercynia Superiori, oder, Historisch-chronologische Nachricht und theoretische und practische Beschreibung des Maschinenwesens und der Hülfsmittel bey dem Bergbau auf dem Oberharze, Braunschweig: Im Verlag der Fürstlichen Waysenhaus-Buchhandlung, 1763, S. 300ff.; Google-Books

## Archivalien
Archivalien von und über Christian Schwarzkopf finden sich beispielsweise
- im Niedersächsischen Landesarchiv (Abteilung Hannover), (Lagerung der Akte im Bergarchiv Clausthal) als Verzeichnung unter dem Titel Clausthaler Bergamtsprotokolle Crucis – Luciae 1748 für die Laufzeit vom 6. Juli 1748 bis 28. Dezember 1748, darin 26 Protokolle beziehungsweise 545 Blatt; Archivsignatur NLA HA BaCl Hann. 84a Nr. 1706 (alte Signatur Berghauptmannschaft Clausthal Gewölbe-Akte Nr. 85)[6]